# 金顶寺

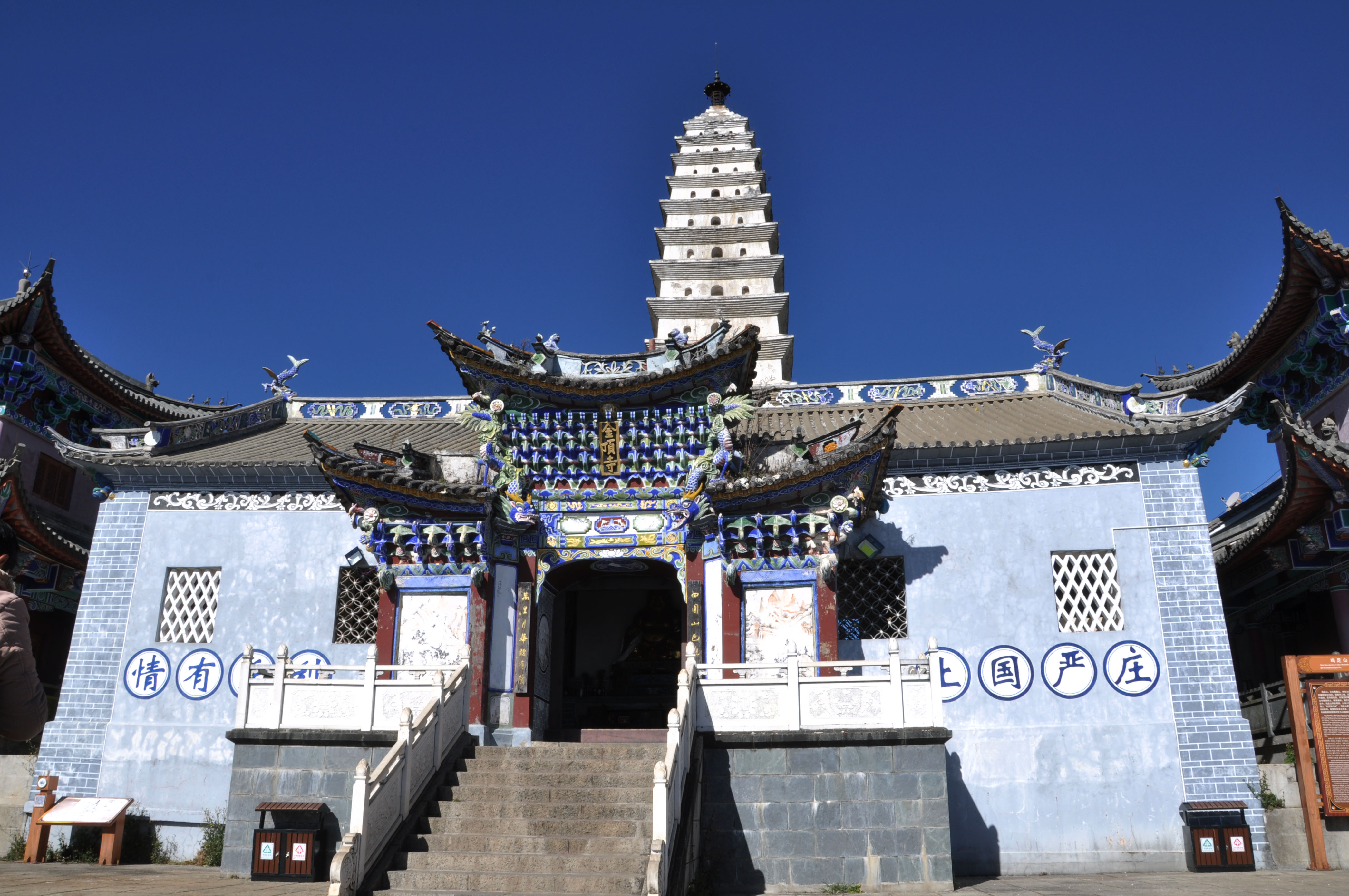
金顶寺山门

金頂寺，位于中华人民共和国云南省大理白族自治州宾川县鸡足山镇鸡足山天柱峰顶，建于明正统年间。因该寺位于鸡足山峰顶，故称“金顶寺”；为抵御风寒，寺院屋顶以铜瓦覆盖，故又称铜瓦殿、金殿。金顶寺中，耸立一座十三级白塔，为楞严塔，此塔建于明崇祯十四年（1641年），初称光明塔，1934年重建后改为楞严塔，造型庄重，屹立峰顶，成为鸡足山的标志。
金殿于1965年2月公布为第一批云南省文物保护单位；因在“文革”中被毁，1983年1月13日予以撤销。楞严塔于2003年8月22日公布为第二批大理州文物保护单位。
- 大雄宝殿
- 金顶寺和楞严塔
- 1930年代的金殿